# Lillian Molieri

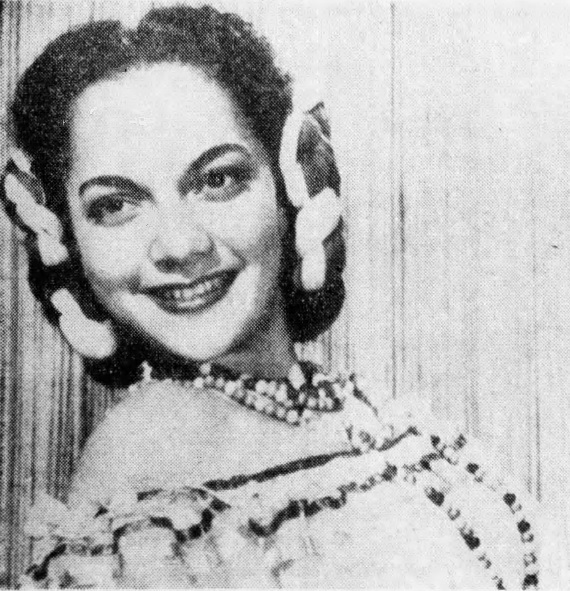
Molieri năm 1946

Lillian Molieri Bermúdez (18 tháng 1 năm 1925 - 13 tháng 9 năm 1980 tại Managua) là một nữ diễn viên và vũ công người Nicaragua. Bà đã được ghi nhận cho hàng loạt vai diễn nhỏ trong nhiều phim Hollywood và phim truyền hình giữa năm 1944 và 1957, mặc dù hầu hết trong số chúng đã không ghi tên cô. Sau đó, bà trở thành một người hướng dẫn vũ công và khiêu vũ và được vinh danh với Monje de Oro vào năm 1966 cho chương trình phát thanh của mình.

## Tuổi thơ
Lillian Molieri Bermúdez sinh ra ở Managua với mẹ là Mélida Bermúdez và cha là L. Arturo Molieri. Cha bà là chủ tịch của Ngân hàng Quốc gia Nicaragua. Gia đình bà là người gốc Ý, nhưng đã sống ở Nicaragua trong ba thế hệ trước khi Molieri ra đời. Là con gái lớn nhất trong gia đình, bà theo học tại Nhà thờ Đức Bà Cion và sau đó tiếp tục học ở Colegio de la Asuncion ở Nicaragua. Hoàn thành chương trình giáo dục trung học của mình, Molieri đã du lịch ở Châu Âu để học tiếng Pháp và tiếng Ý. Sau khi giành được một số cuộc thi sắc đẹp ở Nicaragua vào đầu những năm 1940, bà đến Los Angeles, nơi anh trai Ronald đang phục vụ như Phó Lãnh sự Nicaragua, để cải thiện tiếng Anh và theo học đại học để nghiên cứu ngân hàng. Bà được Paramount khám phá khi còn học ở trường đại học và công ty đã cho bà vai diễn điện ảnh đầu tiên vào năm 1944.

## Sự nghiệp
Lần xuất hiện đầu tiên của bà trên màn ảnh là trong phim The Princess and the Pirate (1944). Năm 1945, Molieri đóng vai chính trong miền Tây Nam Lambert Hillyer của Rio Grande cho Monogram Pictures. Bà đã hát hai bài hát trong bộ phim, xuất hiện đối diện Duncan Renaldo trong vai con của Cisco. Trong tác phẩm Anna của John Cromwell và Vua của Xiêm vào năm sau đó bà đóng vai một trong những người vợ của nhà vua (Rex Harrison). Bà đã có một vai nổi bật trong phim People Are Funny của Paramount. Vào tháng 5 năm 1949, Molieri kết hôn với Adolph Hartman, Jr., một hậu duệ của một trong những người sáng lập Anaheim, California.